# UFC Fight Night: Holloway vs. Rodriguez
UFC Fight Night: Holloway vs. Rodriguez (também conhecido como UFC Fight Night 197 e UFC on ESPN+55) foi um evento de MMA produzido pelo Ultimate Fighting Championship que ocorreu em 13 de novembro de 2021 no UFC Apex em Las Vegas, Nevada. 

## Bônus da noite
Os lutadores seguintes recebeu um bônus de 50 mil dólares.
- Luta da Noite: Max Holloway vs. Yair Rodríguez
- Performance da Noite:  Khaos Williams and Andrea Lee